# Kolarstwo na Letnich Igrzyskach Olimpijskich 2020 – keirin kobiet
Keirin kobiet podczas Letnich Igrzysk Olimpijskich 2020 rozegrany został w dniach 4 – 5 sierpnia na torze Izu Velodrome.

## Terminarz
Czas w Tokio (UTC+09:00)
| Data            | Godzina | Runda          |
| --------------- | ------- | -------------- |
| 4 sierpnia 2021 | 16:10   | Pierwsza runda |
| 4 sierpnia 2021 | 17:11   | Repasaże       |
| 5 sierpnia 2021 | 16:06   | Ćwierćfinały   |
| 5 sierpnia 2021 | 16:57   | Półfinały      |
| 5 sierpnia 2021 | 17:37   | Finały         |

## Format zawodów
W pierwszej rundzie rozegrano 5 wyścigów eliminacyjnych. Dwie najszybsze zawodniczki z każdego wyścigu awansowało do ćwierćfinału, pozostałe awansowały do repasaży. Rozegrano 4 wyścigi repasażowe, z których dwie najszybsze zawodniczki z każdego wyścigu awansowały do ćwierćfinału.
Rozegrano trzy wyścigi ćwierćfinałowe z których 4 najszybsze zawodniczki z każdego wyścigu awansowało do półfinałów. Z każdego z dwóch wyścigów półfinałach trzy pierwsze zawodniczki awansowały do finału A, a trzy pozostałe do finału B.

## Wyniki

### Pierwsza runda
| Pozycja | Zawodniczka         | Czas    | Uwagi |
| ------- | ------------------- | ------- | ----- |
| 1.      | Laurine van Riessen |         | QF    |
| 2.      | Zhong Tianshi       | + 0,174 | QF    |
| 3.      | Lee Hye-jin         | + 0,371 |       |
| 4.      | Jessica Lee         | + 0,445 |       |
| 5.      | Katy Marchant       | DSQ     |       |

| Pozycja | Zawodniczka       | Czas    | Uwagi |
| ------- | ----------------- | ------- | ----- |
| 1.      | Lea Friedrich     |         | QF    |
| 2.      | Darja Szmielowa   | + 0,102 | QF    |
| 3.      | Lee Wai Sze       | + 0,188 |       |
| 4.      | Charlene du Preez | + 0,309 |       |
| 5.      | Coralie Demay     | + 0,425 |       |
| 6.      | Miglė Marozaitė   | + 1,364 |       |

| Pozycja | Zawodniczka        | Czas    | Uwagi |
| ------- | ------------------ | ------- | ----- |
| 1.      | Kelsey Mitchell    |         | QF    |
| 2.      | Daniela Gaxiola    | + 0,100 | QF    |
| 3.      | Anastasija Wojnowa | + 0,119 |       |
| 4.      | Bao Shanju         | + 0,206 |       |
| 5.      | Emma Hinze         | + 0,310 |       |
| 6.      | Lubow Basowa       | + 0,554 |       |

| Pozycja | Zawodniczka         | Czas    | Uwagi |
| ------- | ------------------- | ------- | ----- |
| 1.      | Ołena Starikowa     |         | QF    |
| 2.      | Yuka Kobayashi      | + 0,070 | QF    |
| 3.      | Shanne Braspennincx | + 0,105 |       |
| 4.      | Ellesse Andrews     | + 0,182 |       |
| 5.      | Marlena Karwacka    | + 0,400 |       |
| 6.      | Simona Krupeckaitė  | + 1,093 |       |

| Pozycja | Zawodniczka      | Czas    | Uwagi |
| ------- | ---------------- | ------- | ----- |
| 1.      | Lauriane Genest  |         | QF    |
| 2.      | Madalyn Godby    | + 0,075 | QF    |
| 3.      | Urszula Łoś      | + 0,159 |       |
| 4.      | Kaarle McCulloch | + 0,365 |       |
| 5.      | Yuli Verdugo     | + 0,440 |       |
| 6.      | Mathilde Gros    | + 1,126 |       |

#### Repasaże
| Pozycja | Zawodniczka     | Czas    | Uwagi |
| ------- | --------------- | ------- | ----- |
| 1.      | Ellesse Andrews |         | QF    |
| 2.      | Lubow Basowa    | + 0,074 | QF    |
| 3.      | Lee Hye-jin     | + 0,133 |       |
| 4.      | Jessica Lee     | + 1,005 |       |
| 5.      | Miglė Marozaitė | + 1,241 |       |

| Pozycja | Zawodniczka        | Czas    | Uwagi |
| ------- | ------------------ | ------- | ----- |
| 1.      | Lee Wai Sze        |         | QF    |
| 2.      | Kaarle McCulloch   | + 0,136 | QF    |
| 3.      | Simona Krupeckaitė | + 0,554 |       |
| 4.      | Yuli Verdugo       | + 0,601 |       |
| 5.      | Bao Shanju         | + 0,620 |       |

| Pozycja | Zawodniczka        | Czas    | Uwagi |
| ------- | ------------------ | ------- | ----- |
| 1.      | Katy Marchant      |         | QF    |
| 2.      | Mathilde Gros      | + 0,137 | QF    |
| 3.      | Anastasija Wojnowa | + 0,143 |       |
| 4.      | Marlena Karwacka   | + 0,243 |       |
| 5.      | Charlene du Preez  | + 0,351 |       |

| Pozycja | Zawodniczka         | Czas    | Uwagi |
| ------- | ------------------- | ------- | ----- |
| 1.      | Shanne Braspennincx |         | QF    |
| 2.      | Emma Hinze          | + 0,005 | QF    |
| 3.      | Urszula Łoś         | + 0,119 |       |
| 4.      | Coralie Demay       | + 0,603 |       |

### Ćwierćfinały
| Pozycja | Zawodniczka         | Czas    | Uwagi |
| ------- | ------------------- | ------- | ----- |
| 1.      | Lee Wai Sze         |         | Q     |
| 2.      | Ołena Starikowa     | + 0,029 | Q     |
| 3.      | Darja Szmielowa     | + 0,086 | Q     |
| 4.      | Emma Hinze          | + 0,490 | Q     |
| 5.      | Katy Marchant       |         |       |
| 6.      | Laurine van Riessen | DNF     |       |

| Pozycja | Zawodniczka         | Czas    | Uwagi |
| ------- | ------------------- | ------- | ----- |
| 1.      | Shanne Braspennincx |         | Q     |
| 2.      | Ellesse Andrews     | 0,052   | Q     |
| 3.      | Daniela Gaxiola     | + 0,084 | Q     |
| 4.      | Lauriane Genest     | + 0,094 | Q     |
| 5.      | Mathilde Gros       | + 0,312 |       |
| 6.      | Lea Friedrich       | + 0,313 |       |

| Pozycja | Zawodniczka      | Czas    | Uwagi |
| ------- | ---------------- | ------- | ----- |
| 1.      | Kelsey Mitchell  |         | Q     |
| 2.      | Kaarle McCulloch | + 0,136 | Q     |
| 3.      | Zhong Tianshi    | + 0,152 | Q     |
| 4.      | Lubow Basowa     | + 0,354 | Q     |
| 5.      | Madalyn Godby    | + 0,434 |       |
| 6.      | Yuka Kobayashi   | + 0,447 |       |

### Półfinały
| Pozycja | Zawodniczka     | Czas    | Uwagi |
| ------- | --------------- | ------- | ----- |
| 1.      | Ołena Starikowa |         | FA    |
| 2.      | Ellesse Andrews | + 0,017 | FA    |
| 3.      | Lubow Basowa    | + 0,071 | FA    |
| 4.      | Daniela Gaxiola | + 0,097 | FB    |
| 5.      | Lee Wai Sze     | + 0,153 | FB    |
| 6.      | Zhong Tianshi   | + 0,322 | FB    |

| Pozycja | Zawodniczka         | Czas    | Uwagi |
| ------- | ------------------- | ------- | ----- |
| 1.      | Shanne Braspennincx |         | FA    |
| 2.      | Kelsey Mitchell     | + 0,277 | FA    |
| 3.      | Lauriane Genest     | + 0,315 | FA    |
| 4.      | Darja Szmielowa     | + 0,320 | FB    |
| 5.      | Kaarle McCulloch    | + 0,400 | FB    |
| 6.      | Emma Hinze          | + 0,814 | FB    |

## Finały

### Finał B
| Pozycja | Zawodniczka      | Czas    |
| ------- | ---------------- | ------- |
| 7.      | Emma Hinze       |         |
| 8.      | Lee Wai Sze      | + 0,043 |
| 9.      | Kaarle McCulloch | + 0,097 |
| 10.     | Darja Szmielowa  | + 0,163 |
| 11.     | Daniela Gaxiola  | + 0,617 |
| 12.     | Zhong Tianshi    | + 0,729 |

| Pozycja | Zawodniczka         | Czas    |
| ------- | ------------------- | ------- |
| złoto   | Shanne Braspennincx |         |
| srebro  | Ellesse Andrews     | + 0,061 |
| brąz    | Lauriane Genest     | + 0,148 |
| 4.      | Ołena Starikowa     | + 0,396 |
| 5.      | Kelsey Mitchell     | + 0,566 |
| 6.      | Lubow Basowa        | + 0,580 |